# Corda (música)

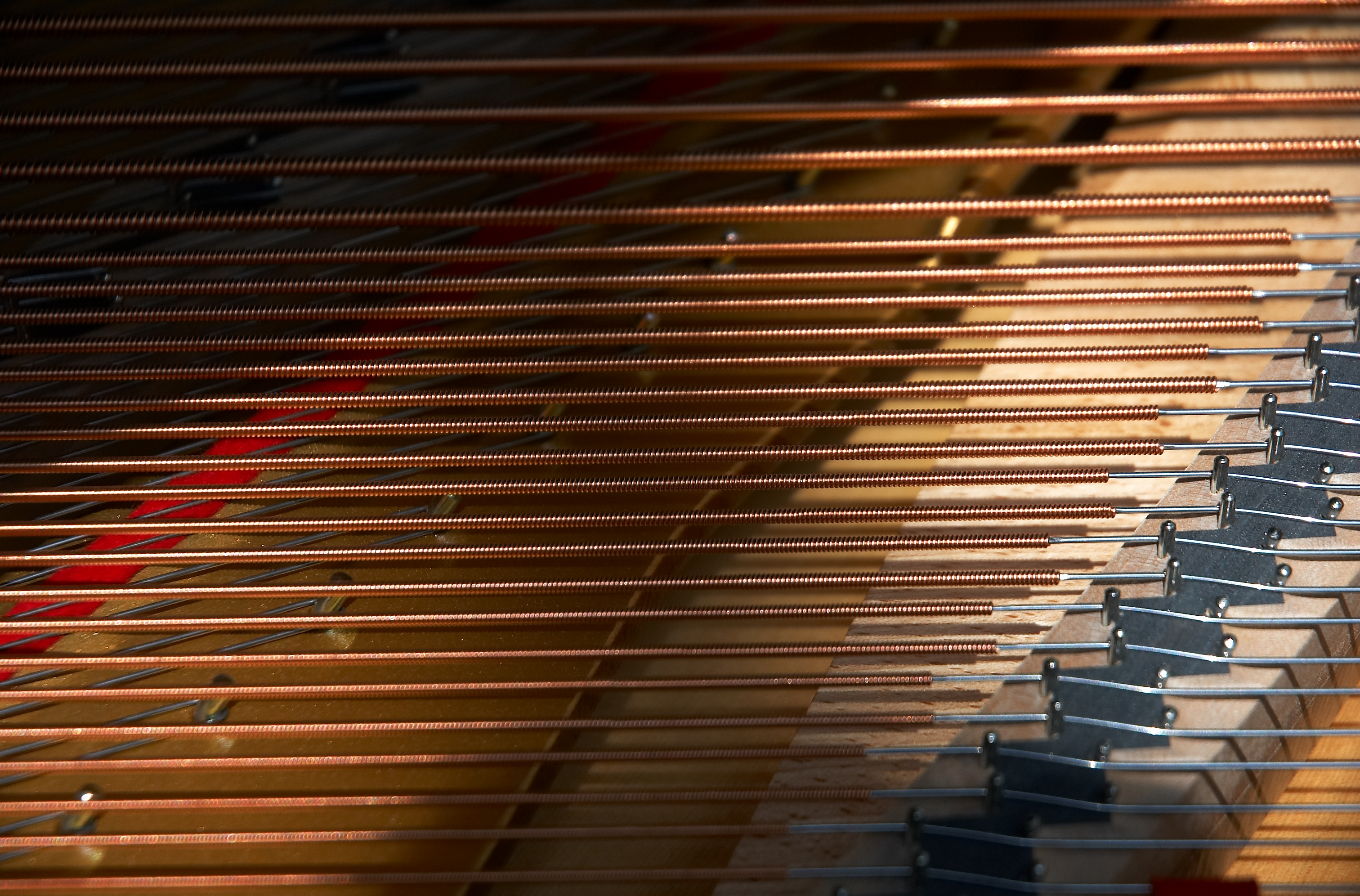
Cordes de piano

Una corda és l'element vibratori que origina el so en els instruments musicals de corda, com ara la guitarra, el baix, l'arpa o el piano; el contrabaix i la resta de membres de la família dels violins, i descendents llunyans d'antics instruments com la vihuela, la viella, el rabec i el saltiri. El conjunt de cordes d'un instrument es diu cordam.
Les cordes són segments allargats d'un material flexible. Per a produir un so, són tensades pels dos extrems, vibrant lliurement a la freqüència corresponent a la tensió aplicada. Les cordes poden ser fer-se d'un sol material: d'acer, niló, or o tripa d'animals, o bé poden fer-se amb un nucli de seda o niló embolicat de fils d'acer, coure, plata o or, en el cas de les notes més agudes del violí. Aquest recobriment s'anomena «entorxat». El seu objectiu és afegir pes i homogeneïtat en la vibració, per tal que la corda arribi al to desitjat, tot mantenint-la prou prima i flexible per a ser tocada. Fins a l'adveniment de les cordes modernes, a Catalunya hi ha hagut una llarga tradició de fabricació de cordes a base de budell, exportades i apreciades arreu.
La paraula corda prové del grec antic χορδή que significa tripa, budell, el primer material utilitzat. Via el llatí chorda va entrar en les llengues romàniques.

## Física de la corda
Una corda vibra en un patró harmònic complex. Cada vegada que una corda és posada en moviment, un conjunt específic de freqüències ressonen basant-se en sèries harmòniques matemàtiques. La freqüència fonamental és la més greu i la que més se sent, i ve determinada per la densitat, la longitud, la tensió de la corda, la humitat, la pressió i la temperatura atmosfèrica. Aquesta és la freqüència que nosaltres identifiquem com a to de la corda.
Sobre aquesta freqüència, els harmònics són escoltats més «piano» o suau com més agut són. Per exemple, si la freqüència fonamental és 440 Hz (el "La" central al piano) llavors els harmònics de la corda serien 440*2 = 880, 440*3 = 1320, 1760, 2200 hertzs i així fins a l'infinit. Els noms de notes corresponents a aquestes freqüències són LA4, MI5, LA5, Do # 6, etcètera.
Per tant, com més agut és l'harmònic, més diferent és la seva afinació pel que fa a la fonamental, més es diferencien. En el cas dels 440Hz, hi ha una diferència de 440Hz entre harmònics. Per a una freqüència {\displaystyle f} més alta que 440Hz, la diferència entre harmònics serà {\displaystyle f}, major que 440Hz. Aquest és l'anomenat fenomen físic-harmònic, i constitueix una consideració molt important per als afinadors de pianos, que intenten mantenir els harmònics més afinats mentre pugen pel teclat.

### Càlcul de la freqüència
El to d'una corda depèn de la seva massa. Per això se n'especifica sempre el diàmetre, qui en determina la densitat lineal donats un material i longitud fixos. El diàmetre es mesura en mil·lèsimes de polzada (0.001 in = 0.0254 mm), o de mil·límetre.

La freqüència fonamental a la qual vibrarà la corda depèn de les variables ja esmentades:
- {\displaystyle T}, la tensió a què està sotmesa.
- {\displaystyle L}, la longitud de la corda.
- {\displaystyle \rho }, la densitat de la corda.
- {\displaystyle d}, el diàmetre de la corda.

{\displaystyle f_{0}={1 \over 2L}{\sqrt {T \over \rho \cdot \pi (d/2)^{2}}}}
Per tant:
- A més diàmetre, més massa.
- A més longitud, més massa.

Els diversos harmònics d'una freqüència. La freqüència fonamental és la primera, i els harmònics són ella mateixa, i les següents freqüències representades

- I a més massa, menor freqüència d'oscil·lació.
- A major tensió, major freqüència.

Cal destacar que si es reduïx a una quarta part la longitud i la tensió de la corda, aconseguim un so el doble d'agut, donada l'arrel a la fórmula de dalt. A part d'aquesta freqüència {\displaystyle f_{0}}, la corda vibrarà a altres freqüències, les anomenades harmòniques. La puresa del so produït, és a dir, la importància de la freqüència {\displaystyle f_{0}} respecte a les harmòniques, dependrà del timbre de la corda.

## Fabricació d'una corda
En certs instruments, les cordes acaben amb una petita peça que fa de fre per a la subjecció, com en els violins. En altres instruments, com la guitarra, tenen un o dos extrems nuus. En aquest cas, s'agafen a la guitarra amb un nus a cada costat. Per evitar que la corda es faci malbé pel fregament i es desfili, en alguns instruments s'embolica en seda per protegir-la. A partir del color i dibuixos de la seda es pot identificar el tipus de corda, el seu to i fins i tot els materials amb els quals ha estat fabricada. L'entorxat es fa amb un fil generalment metàl·lic enrotllat en espiral al voltant del nucli de la corda. L'espiral permet que el recobriment no tingui rugositats, i per tant, que sigui més suau de tocar la corda.

### Materials

#### Nucli
L'acer forma part del nucli de gairebé totes les cordes de metall. També es fan servir materials amb aquesta finalitat, de naturals, com la seda o els budells de procedència animal, i de sintètics, com el niló i el kevlar. (L'acer emprat per a les cordes, anomenat també corda de piano, és endurit i temperat.) A la guitarra, algunes cordes mi (anomenades així perquè quan vibren lliures sona aquesta nota) estan xapades en or amb intenció de millorar-ne la qualitat del timbre.
Els budells d'ovella i de bou van ser usats durant molt temps com a cordes en els instruments de corda fregada. Aquest tipus de material és molt sensible al canvi de clima i a la humitat, per la qual cosa es desafinen sovint i es trenquen fàcilment. Després de la introducció d'altres materials les cordes de budells encara s'elaboren pel seu so càlid (amb harmònics més complexos) i alguns intèrprets les consideren millors. Normalment són reservades per a instruments antics, com el llaüt, la vihuela, la tiorba, el clau, etc. Les cordes modernes de budell de vegades estan entorxades amb fils metàl·lics.
Avui dia un dels teixits més populars per a l'interior de les cordes dels instruments de la família del violí és el niló estirat sovint venut sota el nom comercial de "Perlon". Introduït per Thomastik als setanta i vuitanta, les cordes sintètiques es manufacturen actualment a gran escala.
La major part dels intèrprets de jazz o folk de corda prefereixen interiors d'acer per la seva resposta més ràpida, el seu baix cost i la seva estabilitat en l'afinació. En canvi, la majoria dels intèrprets de música clàssica prefereixen materials sintètics, pels seus rics harmònics i el seu timbre càlid.
Amb tot, la combinació de materials més estesa per a un concertista de violí és de nuclis sintètics per les cordes sol, re i la i acer per a la corda més aguda.

#### Entorxat
L'alumini és el més comú per a instruments d'arc, mentre que per a la guitarra i el piano, el bronze és una bona opció. També es fan servir coure, níquel, or, plata i wolframi. La plata i l'or són més cars i són usats per la seva resistència a la corrosió i per ser hipoal·lergènics.
Les cordes entorxades es diuen «bordons». Les més senzilles es fan amb cable rodó reben el nom de cordes entorxades en rodó. L'inconvient és que donen un xiulet de fregament fort, quan es llisca ràpidament els dits d'una nota a l'altre. Per resoldre el problema s'han desenvolupat les cordes d'entorxat pla però el so és més sord. Els baixos sense trasts fan servir més les cordes d'entorxat pla, igual que els membres de la família de corda fregada. Un compromís són les cordes entorxat de cable mig rodó, amb la faç plana vers l'exterior (en anglès ground round, rodó esmolat) per aconseguir un acabat més suau. Així la part que toca el nucli queda flexible i rodó, i l'exterior llisa. Aquest tipus de procediment és només utilitzat per les cordes de baix i de guitarra elèctrica. Tots dos mètodes proporcionen una forma ovalada, entre l'entorxat pla i el rodó. Per motius històrics, algunes cordes usen metall amb un entorxat obert semblant a l'espiral dels pirulos de les portes de les barberies. Les cordes per a guitarra de «seda i acer» són cordes sobreentorxades amb filaments de seda sota l'entorxat.

### Prevenció de la corrosió
Els materials destinats a les cordes instrumentals ofereixen un únic inconvenient: que són susceptibles d'oxidació o de corrosió. Les cordes entorxades amb metalls com el llautó o el bronze s'oxidaran i la corda perdrà la seva lluïssor al cap del temps. Per a ajudar a resoldre aquest problema, els fabricants de cordes apliquen un bany de metall o una coberta de polímer per a protegir la corda de la corrosió.

### Mesures
El to d'una corda tocada a l'aire depèn del seu diàmetre i de la tensió a què està sotmesa. Si a un instrument de trasts se li canvien les cordes i se li col·loquen cordes de diferent diàmetre, podria ser necessari ajustar l'alçada de les cordes sobre els trasts, per tal d'evitar que les cordes produeixin brunzits contra els trasts. Aquest ajust s'anomena acció. L'acció també es pot fer servir per a preparar l'instrument per a un altre estil interpretatiu.
Les cordes d'acer per les guitarres convencionals usualment venen en conjunts de cordes i ajustades. Els conjunts de cordes venen generalment referenciats bé per les mesures de la primera corda de l'instrument al qual se li hagin de posar, bé pel parell de cordes primera i última. Alguns fabricants poden diferir d'altres lleugerament en les mesures. Els exemples de dades de sota procedeixen de les taules de cordes de D'Addario per a cordes regulars, entorxades i amb aliatge de níquel i plata.

#### Guitarra elèctrica
Les cordes de les taules grises són entorxades. Les altres són totes llises.
| Nom                                    | 1 (E) in/mm | 2 (B) in/mm | 3 (G) in/mm | 4 (D) in/mm | 5 (A) in/mm | 6 (E) in/mm |
| -------------------------------------- | ----------- | ----------- | ----------- | ----------- | ----------- | ----------- |
| Extra super light (8-38/20-97)         | .008/0.20   | .010/0.25   | .015/0.38   | .021/0.53   | .030/0.76   | .038/0.97   |
| Super light (9-42/23-107)              | .009/0.23   | .011/0.28   | .016/0.41   | .024/0.61   | .032/0.81   | .042/1.07   |
| Regular light (10-46/25-117)           | .010/0.25   | .013/0.33   | .017/0.43   | .026/0.66   | .036/0.91   | .046/1.17   |
| Extra light w/heavy bass (9-46/23-117) | .009/0.23   | .013/0.33   | .021/0.53   | .029/0.74   | .036/0.91   | .046/1.17   |
| Medium (11-49/28-124)                  | .011/0.28   | .014/0.36   | .018/0.46   | .028/0.71   | .038/0.97   | .049/1.24   |
| Medium w/wound G string (11-52/28-132) | .011/0.28   | .013/0.33   | .020/0.51   | .030/0.76   | .042/1.07   | .052/1.32   |
| Heavy (12-54/30-137)                   | .012/0.30   | .016/0.41   | .020/0.51   | .032/0.81   | .042/1.07   | .054/1.37   |
| Extra heavy (13-56/33-157)             | .013/0.33   | .017/0.43   | .026/0.66   | .036/0.91   | .046/1.17   | .056/1.57   |

#### Guitarra acústica
(Nota: les cordes en gris tenen torxat de bronze. Les altres són llises)
| Name                   | 1 (E) | 2 (B) | 3 (G) | 4 (D) | 5 (A) | 6 (E) |
| ---------------------- | ----- | ----- | ----- | ----- | ----- | ----- |
| Extra light (10-47)    | .010  | .014  | .023  | .030  | .039  | .047  |
| Custom light (11-52)   | .011  | .015  | .023  | .032  | .042  | .052  |
| Light (12-54)          | .012  | .016  | .025  | .032  | .042  | .054  |
| Light/Medium (12.5-55) | .0125 | .0165 | .0255 | .0335 | .0435 | .055  |
| Medium(13-56)          | .013  | .017  | .026  | .035  | .045  | .056  |

#### Baix
Les cordes típiques de baix tenen els següents diàmetres. Noteu que les cordes addicionals (cinquena i sisena, ja que un baix tan sols en té quatre) es venen generalment per separat. De vegades les cordes són elaborades amb una escala particular de longitud i venen en llarga, mitjana i curta escala.
| Nom                     | 1 (G) in/mm | 2 (D) in/mm | 3 (A) in/mm | 4 (E) in/mm | 5 (B) in/mm |
| ----------------------- | ----------- | ----------- | ----------- | ----------- | ----------- |
| Light (40-100/102-254)  | .040/1.02   | .060/1.52   | .080/2.03   | .100/2.54   | .130/3.30   |
| Medium (45-105/114-267) | .045/1.14   | .065/1.65   | .085/2.16   | .105/2.67   | .130/3.30   |

#### Família del violí
Els tipus de corda de la família del violí es diferencien per la tensió que suporten, i no pel seu diàmetre.
Se'n venen tres tipus diferents: heavy, medium i light. També és comuna la denominació alemanya: stark, mittel i weich. Aquests noms no indiquen necessàriament cap tipus d'estandardització entre fabricants.

## La fabricació de «catlines» de budell en terres catalanes
D'acord amb la gran influència en el desenvolupament d'alguns instruments dels territoris de parla catalana (viola d'arc, viola de mà, guitarra…), la fabricació de cordes musicals hi assolí un gran nivell en la baixa edat mitjana i el Renaixement. Hi ha documentació i algunes referències al respecte (des de l'any 1324, reglamentant la qualitat de les cordes fabricades). Al Born a Barcelona el Carrer dels corders de Viola per raons molt pràctiques, es trobava al costat del carrer de les carnisseries. Les cordes catalanes eren exportades i apreciades arreu. Avui queda una empresa que fabrica cordes modernes d'alta gamma per a la guitarra clàssica a Santa Pau (Garrotxa): Knobloch Strings.
Alguns experts coincideixen en interpretar les cordes «catlines» dels llaüts del Renaixement com a «cordes catalanes». Això indicaria el paper pioner dels regnes catalans en la fabricació dels elements indicats i la seva exportació.
En ambients musicals i comercials les cordes per a instruments es designaven pel seu lloc de procedència: Romans (Roma), Minikins (Múnic), Lyons (Lió), Pistoys (Pistoia), Catlins (Catalunya)… John Catch no accepta la hipòtesi de l'origen català dels catlins. Segons altres fonts, la dificultat o impossibilitat d'importar «catlines» va provocar modificacions en els instruments en èpoques determinades, fins que hi hagués altres fabricants.
Les cordes catalanes s'empraven per a notes baixes i es muntaven com les cordes més gruixudes en un llaüt. Això responia a una dificultat tècnica (cal una corda amb molta massa però que vibri i soni amb certa potència) que només les cordes catalanes de l'època podien donar. (Hi ha diverses interpretacions del secret de les cordes catalanes: el trenat, els banys amb sals de metalls pesants…).
Alguns documents indiquen que (en l'Edat mitjana i Renaixement) els centres primers i més importants de cordes musicals coincidien amb centres de producció de seda. Les "cordes catalanes" haurien donat nom a una mena de cordes musicals. Posteriorment, el significat evolucionaria a partir de la funció i les diferents solucions tècniques.